# Johannes Göser
Johannes Evangelist Göser (* 9. Januar 1828 in Unterboihingen; † 18. Januar 1893 in Berlin) war katholischer Geistlicher und Mitglied des Deutschen Reichstags.

## Leben
Göser besuchte das Obergymnasium in Rottweil und die Universitäten Tübingen und München. Danach war er Vikar in Mergentheim und Weil der Stadt, an letzterem Ort war er auch Präzeptoratsverweser. Anschließend war er über 25 Jahre Pfarrer in Sontheim bei Heilbronn und die letzten 11 Jahre zugleich Dekan des Landkapitels Neckarsulm. Zuletzt war er Stadtpfarrer in Saulgau.
Bei der Mobilisierung des Württembergischen Truppenkorps im Jahre 1859 und in den Kriegen 1866 und 1870/71 war er Feldgeistlicher. Göser war Inhaber des Eisernen Kreuzes, 1871 erhielt er das Ritterkreuz II. Klasse des Ordens der Württembergischen Krone. Wegen seiner Reichstagskandidatur wurde er seines Amtes als Feldgeistlicher enthoben.
Von 1887 bis 1893 war er Mitglied des Deutschen Reichstags für den Wahlkreis Württemberg 17 (Ravensburg, Tettnang, Saulgau, Riedlingen) und die Deutsche Zentrumspartei.